# Antaeópolis
Antaeópolis, es el nombre dado en la época grecorromana a la antigua ciudad de Tyebu que fue la capital del nomo X del Alto Egipto. Está situada en la orilla oriental del Nilo, en la actual Qau el-Kebir, a medio camino entre las ciudades de Ajmin y Asiut.

## Restos arqueológicos

Estatua del gobernador Uahka, hijo de Neferhotep, de Antaeópolis, entre 1976 y 1794 a.C. (Imperio Medio). Museo Egipcio, Turín.

Antaeópolis poseía un gran templo de piedra caliza, que todavía existía en el siglo XVIII, narrado en la Description de l'Egypte antes de ser arrastrado por una serie de inundaciones del Nilo a principios del siglo XIX. La fachada del templo contiene un dintel con una dedicatoria en griego de Ptolomeo VI y Cleopatra. Los bloques restantes del templo fueron posteriormente utilizados en la construcción del palacio de Ibrahim Pasha en Asiut.
Perduran las ruinas de un templo más pequeño datado del Imperio Nuevo de Egipto, que fue construido con ladrillos de adobe sobre una antigua estructura del Primer Periodo Intermedio. El templo posee un patio y un santuario con dos cámaras.
La necrópolis contiene tumbas que van desde la prehistoria (Periodo Naqada) hasta la época romana, dispersas en varias zonas.
Flinders Petrie dirigió las excavaciones durante 1923 y 1924. J.L. Starkey encontró en 1925 un papiro que contiene la primera versión copta conocida del Evangelio de San Juan. Estaba dentro de una vasija, envuelto en un paño.
Las más importantes e interesantes arquitectónicamente son las tumbas de los gobernadores provinciales, Wahka I (príncipe heredero y el alcalde), Ibu, Sobekhotep y Wahka II (alcalde durante el reinado de Amenemhat III).